# Ribosom

Schematisk bild över en typisk eukaryot cell, som visar cellens subcellulära komponenter. Organeller: (1) nukleol (2) cellkärna (3) ribosom (4) vesikel (5)korniga endoplasmatiska nätverket (6) golgiapparaten (7) cellskelettet (8) glatta endoplasmatiska nätverket (9) mitokondrie (10) vakuol (11) cytoplasma (12) lysosom (13) centriol.

Ribosom är en organell i djurcellen. Ribosomernas uppgift är att tillverka proteiner av aminosyror. Antalet ribosomer påverkar mängden protein en cell kan producera, vilket innebär att celler som producerar mycket protein också har många ribosomer. Ribosomer finns fria i cytosolen, men också bundna till det endoplasmatiska retiklets yta. Proteiner som produceras i ribosomerna i cytosolen, används inuti cellen, medan proteinerna som produceras i ribosomer i det endoplasmatiska retiklet transporteras ut ur cellen.
Ribosomerna består av två stora grupper proteinmolekyler och RNA-molekyler. I cellkärnornas nukleol syntetiseras de två grupperna som ribosomerna består av. Dessa subenheter transporteras sedan ut i cytosolen genom porer i cellkärnans membran. I cytosolen sammanfogas sedan dessa två subenheter till färdiga ribosomer.